# Реверс-инжиниринг с помощью искусственного интеллекта
Реверс-инжиниринг с помощью искусственного интеллекта (AIARE) — это отрасль информатики, которая использует искусственный интеллект (ИИ), в частности стратегии машинного обучения (ML), для расширения и автоматизации процесса обратного инжиниринга. Последнее предполагает анализ продукта, системы или процесса для понимания его структуры, дизайна и функциональности. AIARE была впервые представлена в первые годы 21 века, а с середины 2010-х годов наблюдался значительный прогресс.

## Обзор
Обычно реверс-инжинирингом занимаются специалисты, которые разбирают систему, чтобы понять принципы ее работы, часто в целях воспроизведения, модификации, улучшения совместимости или судебно-медицинской экспертизы. Этот метод, хотя и эффективен, может оказаться трудоемким и отнимать много времени, особенно при работе со сложными программными или аппаратными системами .
AIARE интегрирует алгоритмы машинного обучения, чтобы частично автоматизировать или дополнить этот процесс. Он способен обнаруживать закономерности, взаимосвязи, структуры и потенциальные уязвимости в анализируемой системе, часто превосходя людей-экспертов по скорости и точности. Это сделало AIARE важным инструментом во многих областях, включая кибербезопасность, разработку программного обеспечения, а также проектирование и анализ аппаратного обеспечения. 

## Техники
AIARE включает в себя несколько методологий искусственного интеллекта:

### Обучение под присмотром
В контролируемом обучении используются размеченные данные для обучения моделей распознаванию компонентов системы, их операций и взаимосвязей. Этот метод особенно полезен при анализе программного обеспечения для обнаружения уязвимостей или улучшения совместимости.

### Обучение без присмотра
Обучение без учителя используется для обнаружения скрытых закономерностей и структур в непомеченных данных. Это оказывается полезным для понимания сложных систем, в которых нет очевидной маркировки или сопоставления компонентов.

### Обучение с подкреплением
Обучение с подкреплением используется для создания моделей, которые постепенно совершенствуют понимание системы посредством процесса проб и ошибок. Этот метод часто реализуется при расшифровке функциональности системы при различных обстоятельствах или конфигурациях.

### Глубокое обучение
Глубокое обучение используется для анализа многомерных данных. Например, методы глубокого обучения могут помочь в изучении компоновки и соединений интегральных схем, существенно сокращая ручные усилия, необходимые для обратного проектирования.